# Plaža Kostanj
Plaža Kostanj u Rijeci prva je plaža posebno opremljena za osobe za invaliditetom u Hrvatskoj.
Korisnici plaže za osobe s invaliditetom su osobe s teškim i težim tjelesnim oštećenjima i njihove obitelji. Plaža nije zatvorenoga tipa, stoga se i ostali koriste plažom uz uvažavanje kućnog reda.
Inicijativa za uređenje plaže datira iz srpnja 1985. godine kada je dr. Anton Nino Žiković, liječnik u Zavodu za zaštitu zdravlja u Rijeci (današnji Zavod za javno zdravstvo), osnivač i prvi predsjednik Društva tjelesnih invalida u Rijeci, predložio da se u Uvali Kostanj smjesti plaža namijenjena osobama s invaliditetom.
Prema projektu kojeg je izradio arhitekt Vladi Bralić sa suradnicima Arhitektonsko-građevinskog atelje-a d.o.o. iz Rijeke, plaža je 1996. godine temeljito uređena. Novi prostorni koncept bazirao se na zamisli arhitektonske kombinacije funkcionalnih, te formalno-plastički gledano čak i racionalističkih kubističkih zahvata u prirodnu konfiguraciju obalne linije.
Svake godine zadnje subote u mjesecu lipnju Društvo tjelesnih invalida grada Rijeke organizira svečano otvaranje sezone kupanja.

## Zemljopisni položaj
Plaža se nalazi na zapadnom dijelu grada Rijeke, neposredno uz obalnu cestu koja Rijeku povezuje s turističkim područjem opatijske rivijere. Smještena je uz šetalište u uvali Kostanj, na dijelu obale Kvarnerskog zaljeva, između područja Bivio i uvale Preluk.

## Opis
Plaža Kostanj danas je jedna od najopremljenijih plaža te namjene na Mediteranu. Prostorno rješenje omogućava osobama s invaliditetom svih uzrasta jednostavno kretanje i funkcionalno korištenje cijelog prostora za kupanje, rehabilitaciju i odmor.
Posebno prepoznatljiv je dio plaže izgrađen u terasama koje su visinski denivelirane, a razlike u visinama savladavaju se blagim rampama u padu i širokim stubama malih visina. Denivelirane terase omogućavaju ugodno sunčanje, sjedenje i odmaranje.
Sve podne površine obrađene su tako da onemogućavaju klizanje. Plaža ima posebnu opremu: napravu za spuštanje teških invalida u more, rampu za ulazak lakših invalida u more, rampu za ulazak lakših invalida u more, sanitarni čvor, plažne tuševe i zaštitnu mrežu u moru. U neposrednoj blizini plaže je zasebno parkiralište.
U suradnji s Komunalnim društvom Rijeka promet uređuje se prometna signalizacija, a prijevoz s Komunalnim društvom Autotrolej. Prijevoz uključuje prilagođeno vozilo - kombi za osobe s invaliditetom. Croatia osiguranje, podružnica Rijeka svake godine osigurava kontejnere i pripadajuće sadržaje u njima.
Za osobe s invaliditetom koje dolaze u Rijeku, Učenički dom Podmurvice osigurava smještaj u prilagođenom objektu. Učenički dom Podmurvice svake godine otvoren je za osobe s tjelesnim oštećenjima i njihove obitelji iz cijele Hrvatske od 1. srpnja do 15. kolovoza.
Službeno radno vrijeme plaže je od 7 do 20 sati.
Vršni kapacitet plaže je otprilike 300 kupača.

## Plava zastava
Na plaži za invalide Kostanj na Biviju podignuta je 1. lipnja 2010. Plava zastava, prva koju je zaslužila neka riječka plaža. Plaža Kostanj Plavu je zastavu dobila zadovoljivši niz kriterija, od kvalitete mora preko educiranja za okoliš i informiranja javnosti, do strogih uvjeta upravljanja okolišem i pružanja visoke razine sigurnosti i usluge.
Plavu zastavu na plaži Kostanj podignuli su riječki gradonačelnik Vojko Obersnel te predsjednica Udruge za mlade i studente s invaliditetom PGŽ "Znam" Maja Mihelčić, a podizanju su nazočili predstavnici Grada, Županije, Mjesnog odbora i brojnih udruga s području grada Rijeke koje daju podršku osobama s invaliditetom. 
Plava zastava je međunarodni odgojno-obrazovni ekološki program s ciljem održivog upravljanja i gospodarenja morem i obalnim pojasom, kojim se nastoji osigurati suradnja turizma i zaštite okoliša na lokalnoj, regionalnoj, nacionalnoj i međunarodnoj razini. Plaža nagrađena Plavom zastavom nosi međunarodno priznanje koje je u rangu ISO-norme, a po dalekosežnosti je još značajnija za lokalnu zajednicu, na čijem području se provodi. Osim toga, ona je danas u svijetu vrlo cijenjena turistička markica koja je milijunima turista glavni orijentir prilikom odabira destinacije. 
S ciljem ugodnijeg boravka korisnika na plaži Grad Rijeka financira rad četiri banjina na plaži Kostanj u sezoni kupanja, koji se brinu o inventaru plaže, održavanju čistoće te pomažu korisnicima plaže. Radi se o osobama koje su prošle tečaj za spasioce te mogu u slučaju potrebe pružiti prvu pomoć.

## Vanjske poveznice
- Plaža Kostanj na MojaRijeka